# Campanile auvertianum
Campanile auvertianum é uma espécie de molusco gastrópode marinho da família Campanilidae que viveu durante o idade bartoniana (Eoceno) (entre 38 e 41,3 milhões de anos atrás). Suas conchas podem chegar a ter entre 19 e 32 cm de comprimento. 